# Igneocnemis rubricercus
Igneocnemis rubricercus – gatunek ważki z rodziny pióronogowatych (Platycnemididae). Endemit Filipin, miejsce typowe to północno-wschodnia część wyspy Mindanao.